# Léa Ferreira Camillo-Coura
Léa Ferreira Camillo-Coura (25 de junho) foi uma médica infectologista brasileira.
Cresceu no Rio de Janeiro. Em 1951, fez vestibular para a então Faculdade Nacional de Filosofia, Curso de Filosofia, mas trancou a matrícula e, em 1952, acabou ingressando na Faculdade Nacional de Medicina, atual Faculdade de Medicina da Universidade Federal do Rio de Janeiro, concluindo o curso em 1957. No mesmo ano de graduação casou-se com seu colega de turma José Rodrigues Coura.
Faleceu em 28 de janeiro de 2023 no Rio de Janeiro, após longa vida dedicada à pesquisa e ao ensino na área da Infectologia.

## Carreira universitária
Em 1958 concluiu a residência médica em Pediatria no Hospital Geral Jesus e logo depois foi convidada pelo Prof. José Rodrigues da Silva para atuar como assistente voluntária na Cadeira de Doenças Infecciosas e Tropicais da então Faculdade Nacional de Medicina. Em 1º de março de 1960 foi nomeada instrutora de Ensino na mesma Cadeira, passando a exercer suas atividades de ensino e pesquisa em regime de tempo integral.
Em 1963 foi contemplada com uma bolsa de estudos para realizar estudos de pós-graduação em nível de mestrado na Universidade de Londres. Obteve assim o título de mestrado em Medicina Tropical em 1964.
Em setembro de 1964, reassumiu suas atividades na Clínica de Doenças Infecciosas e Parasitárias, sendo promovida a Professora assistente e passou a ser responsável por pesquisas na área de parasitologia médica. Realizou pesquisas epidemiológicas de campo em colaboração com órgãos do Ministério da Saúde, como o Departamento Nacional de Endemias Rurais. Também coordenou o grupo de trabalho pra pesquisas em toxoplasmose e foi responsável pela coordenação do ensino da Infectologia (cadeira de doenças infecciosas e parasitárias - DIP) na UFRJ até 1971.
Em novembro de 1971, realizou concurso de Livre Docência, obtendo os títulos de Doutora e Docente Livre em Clínica de Doenças Infecciosas e Parasitárias pela Universidade Federal do Rio de Janeiro. Prosseguiu na carreira de ensino e pesquisa participando de vários congressos nacionais e internacionais de sua área de atuação, sendo consultora temporária da OMS e consultora “ad hoc” do Ministério da Saúde para assuntos relacionados a parasitoses intestinais e do Serviço de Clínica Oftalmológica da Universidade do Estado do Rio de Janeiro para assuntos relacionados à toxoplasmose.
Em 1973 foi indicada, pelo Corpo Deliberativo do Departamento de Medicina Preventiva, professora responsável pela Disciplina de Epidemiologia, que implantou no currículo do ciclo profissional da faculdade de Medicina. Em 1974 foi também indicada pelo mesmo Conselho para exercer as funções de Coordenadora Didática do Departamento de Medicina Preventiva junto à Diretoria da Faculdade de Medicina, função que exerceu até 1978.
Em 1975 foi convidada a exercer o cargo de Professor Titular da Clínica de Doenças Infecciosas e Parasitárias da Escola Médica da Fundação Técnico Educacional Souza Marques, onde continuou até agosto de 1988, quando se afastou da Instituição, para retornar ao regime de dedicação exclusiva da Universidade Federal do Rio de Janeiro. Ainda em 1975, tornou-se sócia fundadora da Sociedade Brasileira de Medicina Tropical.
Em 1978 foi indicada pelo Reitor da UFRJ, para cursar o Curso Superior de Guerra, da Escola Superior de Guerra, Estado Maior das Forças Armadas, apresentando ao final do curso a tese “A população brasileira e a fixação do homem ao campo”.
Em 1979, assumiu a Chefia do Departamento de Medicina Preventiva da UFRJ, cargo no qual permaneceu até maio de 1982.  Foi Professora Titular do Curso de Pós-Graduação em Doenças Infecciosas e Parasitárias do Instituto de Pós-Graduação Médica Carlos Chagas (UFRJ) de 1980 a 1987, ao lado do Prof. José Rodrigues Coura, que o implantou na Universidade; tendo sido o primeiro curso de Pós-Graduação na área médica da UFRJ credenciado pela CAPES. Teve seu nome aprovado pela Congregação da Faculdade de Medicina, em 1982, para o cargo de Diretora Adjunta para o Ensino de Pós-Graduação da Faculdade de Medicina da UFRJ,  função que exerceu até março de 1986. Na oportunidade, desempenhou importante papel na reorganização dos cursos.
Criou, em 1982, ao lado de outros colaboradores, o POPPE, Programa de Orientação Psicopedagógica Profissional, destinado a recepcionar os alunos ingressos na Faculdade de Medicina da UFRJ e acompanhá-los durante o curso médico, procurando orientar suas ocasionais dificuldades. 

## Carreira na Fundação Oswaldo Cruz
Léa Camillo-Coura foi Chefe do Departamento de Medicina Tropical do Instituto de Manguinhos, FIOCRUZ, de novembro de 1981 a abril de 1982, sendo desligada a pedido, por haver assumido posição na Diretoria da Faculdade de Medicina da UFRJ.
Após a aposentadoria da Faculdade de Medicina da UFRJ, reassumiu suas funções na Fundação Oswaldo Cruz, em 1990, como Pesquisadora, tendo exercido por dois anos assessoria na Vice-Presidência de Meio Ambiente. Foi posteriormente lotada no Departamento de Ciências Biológicas da ENSP, onde desenvolveu trabalhos nos Laboratórios de Enteroparasitoses e de Paleoparasitologia, sendo orientadora de alunos dos cursos de Pós-graduação em Saúde Pública até 1997. Professora responsável pelos Cursos de Epidemiologia e Doenças por Helmintos do Curso de Pós-Graduação em Medicina Tropical da FIOCRUZ até 2003.
Em 1997 passou a integrar o então Hospital Evandro Chagas do Instituto Osvaldo Cruz na qualidade de Coordenador de Pesquisa. Nessa unidade que viria a se tornar o Instituto Nacional de Infectologia Evandro Chagas, criou o Comitê de Ética em Pesquisa em 2000 e permaneceu por quase 20 anos como coordenadora dessa comissão.
Foi pesquisadora nível I-A do Conselho Nacional de Desenvolvimento Científico e Tecnológico – CNPq, de 1974 a 1990 e consultora “ad hoc” da FINEP, da FAPERJ, da FAPDF, da FAPESP e do Serviço de Doenças Sexualmente Transmissíveis do Ministério da Saúde. Também atuou como Editora chefe dos Anais da Academia Nacional de Medicina, editora associada das Memórias do Instituto Oswaldo Cruz e da Revista da ABEM, editora da Revista da Sociedade Brasileira de Medicina Tropical, redatora da Revista da Sociedade Brasileira de Microbiologia, e membro do Conselho Editorial da Revista de Patologia Tropical, da Universidade Federal de Goiás, 

## Honrarias
Em 23 de maio de 1985 foi eleita Membro Titular da Academia Nacional de Medicina, ocupando a cadeira 82, que tem Antônio Dias de Barros como patrono. Tornou-se membro emérito em 2010.
Em 2005 recebeu o título de Pesquisadora Emérita do CNPq por sua dedicação, ao longo de sua vida profissional ao estudo e pesquisa de doenças infecciosas e parasitárias.
Em 2008, recebeu a mais importante condecoração na área científica e tecnológica do país, a Ordem do Mérito Científico, na classe Comendador, por suas contribuições à Ciência e Tecnologia do Brasil.

### Outras honrarias
- Pesquisadora Emérita da FIOCRUZ.
- Professora Emérita da UFRJ.
- Membro Emérito da Academia Nacional de Medicina.
- Membro Emérito da Academia Brasileira de Medicina Militar.
- Membro honorário da Sociedade Brasileira de Geografia.
- Medalha de Mérito Naval (Tamandaré) e Mérito Santos Dumont (1982).
- Medalha do Pacificador (1985).
- Cidadã Honorária do Município do Rio de Janeiro.
- Mulher do Ano (Medicina) eleita pelo Conselho Nacional das Mulheres do Brasil em 1991.
- Medalha Hortência Hurpia de Hollanda pelos trabalhos realizados em prol da educação na FIOCRUZ.